# Varga János (labdarúgó)
Varga János (? – ?) kétszeres magyar bajnok labdarúgó, csatár.

## Pályafutása
1910 és 1914 között 12 mérkőzésen szerepelt az FTC-ben, amelyből három bajnoki, hét nemzetközi és két hazai díjmérkőzés volt. Tíz gólt szerzett, ebből három volt bajnoki találat. Kétszeres bajnok volt a csapattal.

## Sikerei, díjai
- Magyar bajnokság
  - bajnok: 1910–11, 1911–12